# クリストファー・ストリート
クリストファー・ストリート（Christopher Street）は、ニューヨーク市マンハッタンのウエスト・ヴィレッジ地区にある東西約1kmの通りである。西端はウエスト・ストリート、東端は6番街に接する。7番街と交差する近くにあるストーンウォール・インが有名で、その建物と周辺地域は「アメリカ合衆国ナショナル・モニュメント（国定文化遺産保護地域）」に指定されている。その理由は、1969年にその建物から勃発した「ストーンウォールの反乱」であり、アメリカ合衆国だけでなく世界のLGBT権利運動の中心地となったためである。この建物と通りはゲイ・プライドの国際的なシンボルとなっている。
クリストファー・ストリートの名称は、1799年からこの地域を所有していたチャールズ・クリストファー・エイモス（Charles Christopher Amos）にちなんでいる。エイモスは、この通りと平行に走るチャールズ・ストリートと、現在は西10番街となっているエイモス・ストリートの名前の由来にもなっている。

## 歴史
クリストファー・ストリートは、ウエスト・ヴィレッジ地区で最も古い通りである。イギリス海軍士官ピーター・ウォーレン（Peter Warren、1703–1752）の広大な邸宅の南の境界に沿って東西に走っていた。邸宅の東側は、旧グリニッジ・ロード（現在のグリニッジ・アベニュー）に隣接して北方向に続いていた。邸宅の北側には、ノース川（現在のガンセボート・ストリート、Gansevoort Street）が東西に走る。
クリストファー・ストリートは、ウォーレンの義理の息子でイギリス陸軍将校のウィリアム・スキナー（William Skinner、1700-1780）にちなんで、一時的に「スキナー・ロード」（Skinner Road）と呼ばれていた。
1799年に、チャールズ・クリストファー・エイモス（Charles Christopher Amos）がこの地域を購入し、平行に東西に走る3つの通りはそれぞれチャールズ・ストリート（現存）、エイモス・ストリート（現在の西10番街）、クリストファー・ストリート（旧スキナー・ロード）と名付けられた。
ニューヨーク市の拡大にともない、1821年から1822年にかけて、クリストファー・ストリート沿いにセント・ルーク教会（Church of St. Luke in the Fields）が建設された。
クリストファー・ストリートの西端付近となるハドソン川近くには、1796年からニューヨーク州で初めてとなるニューゲート刑務所（Newgate State Prison）が置かれた。1829年に刑務所が移転した際に、その壁が一部残され、それを元に、わずか1ブロックだけの南北に走るウィーホーケン・ストリート（Weehawken Street）が作られた。
1825年11月4日、エリー湖とハドソン川とを貫くエリー運河が開通し、ニューヨーク市議会の代表団が出迎えるなか、初めてエリー運河を通行した多数の船がクリストファー・ストリート西端のフェリー発着所に到着した。その記念式典では、五大湖から運ばれた水がロウワー湾（Lower Bay）に注がれた。
1950年代、ロバート・ワグナー市長（Robert F. Wagner Jr.）による再開発計画が浮上。クリストファー・ストリートから北側、ウェスト・ストリート沿いの12ブロックを取り壊すという内容だった。これに対し、ジェイン・ジェイコブズ（Jane Jacobs）は1961年に著書『アメリカ大都市の死と生』で批判し、多くの反響を得て、市長の再開発計画は阻止された。

## LGBTの象徴へ
1969年6月28日、クリストファー・ストリート53番地と51番地で隣合った建物をつなげて1つの店舗として営業していた人気のゲイバー「ストーンウォール・イン」へ、警察による強制捜査と逮捕・連行が行われ（身分証明書とは異なる性別の姿で公の場にいることが違法とされていた）、これに対してバーにいた大勢の客や店外の群衆が激しく抵抗。「ストーンウォールの反乱」と呼ばれる事件が起きた。これをきっかけに同性愛者解放運動が広まり、さまざまなLGBT組織が各地に誕生した。また、アメリカ合衆国におけるLGBTへの政策が大きく転換していった。
事件後1周年には、クリストファー・ストリート解放デー委員会（The Christopher Street Liberation Day Committee）が、同性愛者のプライド「ゲイ・プライド」を祝うためのパレードを、店の前からセントラル・パークまで実施した。このパレード形式は、アメリカ合衆国各地や世界各国でのプライド・パレードの原型になった。
1967年創業のLGBT専門書店オスカー・ワイルド・ブックショップ（Oscar Wilde Bookshop）は、1972年にクリストファー・ストリートの東端に近い場所に接続する短い路地「ゲイ・ストリート」（Gay Street）との角に移転。2009年まで営業した。
このようにして、1970年代からクリストファー・ストリートはニューヨークのゲイの「メインストリート」になり、多くのゲイが通りを訪れ、散策するようになった。通りには、ゲイバーや、革フェチの衣類、芸術的な装飾品を販売する店で栄えた。しかし1980年代のエイズの流行で多くの同性愛者が亡くなったことで、この状況は劇的に変化した。
1976年7月にゲイ雑誌「クリストファー・ストリート・マガジン」が創刊、1995年12月に休刊した。
1992年、クリストファー・パークに、この地域のゲイの権利の伝統を記念して、ジョージ・シーガルによる彫刻「ゲイ解放記念碑」の複製が設置された。
1999年、ストーンウォール・インがあった建物は、アメリカ合衆国国家歴史登録財に登録され、2000年にはアメリカ合衆国国定歴史建造物に指定された。 これらはLGBTQ関連の施設として、州および国家歴史登録財に登録された最初の資産であり、最初の国定歴史建造物である。
2007年、投資家やLGBT活動家の3人によりクリストファーストリート53番地の建物（初代ストーンウォール・インの西半分側）が購入され、以後、新生「ストーンウォール・イン」として営業を再開し、LGBTQカルチャーを発信している
2015年6月23日、ストーンウォール・インがLGBTの歴史における地位に基づいてニューヨーク市歴史建造物として認められた。
2016年6月24日には、「LGBTに対する社会の捉え方や国の政策が変わる転換点を後世に伝えていくため」として、ストーンウォール・インと周辺道路や向かい側のクリストファー・パークなどを含む3.1haのエリアが「Stonewall National Monument」という名称が付けられ、LGBT関連の施設として初めて、国の史跡「アメリカ合衆国ナショナル・モニュメント（国定文化遺産保護地域）」に指定された。
2019年には、ストーンウォールの反乱50周年を記念したイベント「ストーンウォール50 – ワールドプライドNYC2019（Stonewall 50 – WorldPride NYC 2019）」を開催。参加者15万人、観衆500万人が集まった。
55周年の2024年6月28日には、51番地（初代ストーンウォール・イン店舗の東半分）側にストーンウォール・ナショナル・モニュメント・ビジター・センター（Stonewall National Monument Visitor Center; SNMVC）がオープン。別店舗となっていた53番地と51番地の建物は、外装デザインが事件当時のように統一された。